# Konklave 1621
Das Konklave 1621 wurde nach dem Tod von Papst Paul V. am 28. Januar 1621 in Rom einberufen. Es fand am 8. und 9. Februar im Apostolischen Palast statt. Kardinal Alessandro Ludovisi, der sich Gregor XV. nannte, wurde zum Papst gewählt. Als Kardinalprotodiakon verkündete Andrea Baroni Peretti Montalto die Wahl.

## Das Konklave
55 Kardinäle waren im Konklave zur Abstimmung anwesend. Mit 19 Kardinälen waren die bis dahin meisten Kardinäle abwesend.
Das Kardinalskollegium teilte sich in drei Gruppen. Die kleinste war mit sechs Stimmen die von Kardinal Montalto, die mittlere Partei war die von Kardinal Pietro Aldobrandini, der nur einen Tag nach der Wahl in Rom starb, angeführte Gruppe mit etwa 13 Stimmen und die größte Fraktion war die von Kardinal Scipione Caffarelli Borghese, der über 29 Stimmen verfügte.
Auf Vorschlag des Kämmerers des Heiligen Kardinalkollegiums Scipione Caffarelli Borghese fand die Wahl per Akklamation statt. Dies war aber das letzte Mal. Alle weiteren Papstwahlen fanden per Abstimmung statt.

### Teilnehmende Kardinäle
Die folgenden 51 Kardinäle nahen am Konklave teil:
- Antonio Maria Sauli, Kardinalbischof von Ostia e Velletri, Kardinaldekan
- Benedetto Giustiniani, Kardinalbischof von Porto e Santa Rufina, Kardinalsubdekan
- Francesco Maria Bourbon del Monte Santa Maria, Kardinalbischof von Palestrina
- Francesco Sforza, Kardinalbischof von Frascati
- Alessandro Damasceni Peretti, Kardinalbischof von Albano
- Pietro Aldobrandini, Kardinalbischof von Sabina
- Ottavio Bandini
- Bartolomeo Cesi
- Bonifazio Bevilacqua, Bischof von Cervia
- Robert Bellarmin SJ
- Giovanni Battista Deti
- Domenico Ginnasi
- Antonio Zapata y Cisneros
- Carlo Gaudenzio Madruzzo, Bischof von Trient
- Giovanni Dolfin
- Giacomo Sannesio
- Scipione Caffarelli Borghese, Präfekt der Apostolischen Signatur
- Maffeo Barberini
- Giovanni Garzia Millini
- Marcello Lante, Bischof von Todi
- Michelangelo Tonti, Bischof von Cesena
- Fabrizio Verallo
- Giambattista Leni, Bischof von Ferrara
- Decio Carafa, Erzbischof von Napoli
- Domenico Rivarola
- Jean de Bonsi
- Filippo Filonardi
- Pier Paolo Crescenzi, Bischof von Rieti
- Giacomo Serra, Legat in Ferrara
- Agostino Galamini OP, Bischof von Osimo
- Gaspar de Borja y Velasco
- Felice Centini OFMConv, Bischof von Macerata e Tolentino
- Roberto Ubaldini, Bischof von Montepulciano
- Tiberio Muti, Bischof von Viterbo
- Giulio Savelli, Legat von Bologna
- Alessandro Ludovisi, Erzbischof von Bologna (gewählt zu Gregor XV.)
- Ladislao d’Aquino, Bischof von Venafro
- Pietro Campori
- Matteo Priuli
- Scipione Cobelluzzi, Bibliothekar der Vatikanischen Apostolischen Bibliothek
- Pietro Valier, Erzbischof von Creta
- Giulio Roma
- Cesare Gherardi
- Desiderio Scaglia, OP
- Stefano Pignatelli
- Andrea Baroni Peretti Montalto
- Alessandro d’Este
- Carlo Emmanuele Pio di Savoia
- Luigi Capponi
- Carlo di Ferdinando de’ Medici
- Alessandro Orsini

### Nicht teilnehmende Kardinäle
Folgende 19 Kardinäle nahmen nicht am Konklave teil:
- Federico Borromeo, Erzbischof von Mailand
- Odoardo Farnese
- Franz Seraph von Dietrichstein, Erzbischof von Olmütz
- François d’Escoubleau de Sourdis, Erzbischof von Bordeaux
- Giovanni Doria, Erzbischof von Palermo
- François de La Rochefoucald, Bischof von Senlis
- Moritz von Savoyen
- Louis III. de Lorraine-Guise, Erzbischof von Reims
- Gabriel Trejo Paniagua
- Baltasar de Moscoso y Sandoval, Bischof von Jaén
- Melchior Khlesl, Bischof von Wien
- Henri de Gondi, Bischof von Paris
- Francisco Gómez de Sandoval y Rojas, duca di Lerma
- Ferdinand von Spanien, Infant von Spanien
- Francesco Cennini de’ Salamandri, Bischof von Amelia
- Guido Bentivoglio
- Eitel Friedrich von Hohenzollern-Sigmaringen
- Louis de Nogaret de La Valette d’Épernon, Erzbischof von Toulouse
- Agostino Spinola

Alessandro Ludovisi wählte den Papstnamen Gregor XV., wurde am 14. Februar 1621 im Petersdom gekrönt und nahm am 14. Mai 1621 die Kathedra der Lateranbasilika in Besitz.